# جيمس فورست (لاعب كرة سلة)
جيمس فورست (13 أغسطس 1972 بأتلانتا في الولايات المتحدة - ) (بالإنجليزية: James Forrest)‏ هو لاعب كرة سلة أمريكي في مركز هجوم قوي الجسم. لعب مع نادي أولمبياكوس لكرة السلة.

## وصلات خارجية
- جيمس فورست على موقع الدوري الإسباني لكرة السلة (الإسبانية)
- جيمس فورست على موقع كرة السلة الأوروبية.كوم (الإنجليزية)
- جيمس فورست على موقع كلية كرة السلة في سبورتس رفرنس.كوم (الإنجليزية)
- جيمس فورست على موقع ريلجم (الإنجليزية)
- جيمس فورست على موقع بروبوليرز (الإنجليزية)
- جيمس فورست على موقع سبورتس رفرنس (الإنجليزية)